# Olympische Winterspiele 2006/Teilnehmer (Südkorea)
| Gelbes Symbol für Goldmedaillen mit stilisierten Olympischen Ringen | Graues Symbol für Silbermedaillen mit stilisierten Olympischen Ringen | Braundes Symbol für Bronzemedaillen mit stilisierten Olympischen Ringen |
| ------------------------------------------------------------------- | --------------------------------------------------------------------- | ----------------------------------------------------------------------- |
| 6                                                                   | 3                                                                     | 2                                                                       |

Südkorea nahm an den Olympischen Winterspielen 2006 im italienischen Turin mit einer Delegation von 50 Athleten teil.
Bei der Eröffnungsfeier marschierte das Team gemeinsam mit der Olympiamannschaft von Nordkorea in das Stadion.

## Flaggenträger
Die Eisschnellläuferin Lee Bo-ra trug die Flagge Südkoreas während der Eröffnungsfeier, bei der Schlussfeier wurde sie vom Shorttracker Jeon Da-Hye getragen.

## Teilnehmer nach Sportarten

### Biathlon
- Park Yoon-bae

### Bob
- Cho In-ho
- Kang Kwang-bae
- Lee Ki-ro
- Lee Yong

### Eisschnelllauf
| Männer - Choi Jae-bong 500 m: 8. Platz 1000 m: 17. Platz - Gwon Sun-cheon 500 m: 37. Platz - Lee Kang-seok 500 m: Bronzemedaille 1000 m: 22. Platz - Lee Kyu-hyeok 500 m: 17. Platz 1000 m: 4. Platz - Lee Jong-woo 1500 m: 14. Platz - Lee Jin-woo 1500 m: 28. Platz - Mun Jun 1000 m: 24. Platz 1500 m: 16. Platz - Yeo Sang-yeop 5000 m: 28. Platz | Frauen - Choi Seung-yong 500 m: 18. Platz - Kim Yu-rim 500 m: 20. Platz 1000 m: 28. Platz - Lee Bo-ra 500 m: 25. Platz 1000 m: 34. Platz - Lee Ju-yeon 1000 m: 26. Platz 1500 m: 16. Platz - Lee Sang-hwa 500 m: 5. Platz 1000 m: 19. Platz - Noh Seon-yeong 1500 m: 32. Platz 3000 m: 19. Platz |

### Freestyle
- Yun Chae-rin
Buckelpiste, Damen: 30. Platz; 7,07 Punkte in der Qualifikation

### Rennrodeln
- Kim Min-kyu

### Shorttrack
- Byun Chun-sa
- Choi Eun-kyung
- Jeon Da-hye
- Jin Sun-yu
- Kang Yun-mi

Herren
- Ahn Hyun-soo
500 m: Bronzemedaille
1000 m: Goldmedaille
1500 m: Goldmedaille
5000 m Staffel: Goldmedaille

Mit drei Gold- und einer Bronzemedaille ist Ahn Hyun-soo der erfolgreichste Sportler dieser Spiele.
- Lee Ho-suk
500 m: im Viertelfinale ausgeschieden
1000 m: Silbermedaille
1500 m: Silbermedaille
5000 m Staffel: Goldmedaille
- Seo Ho-jin
500 m: im Vorlauf disqualifiziert
5000 m Staffel: Goldmedaille
- Song Suk-woo
5000 m Staffel: Goldmedaille
- Oh Se-jong
5000 m Staffel: Goldmedaille

### Skeleton
- Kang Kwang-bae
Herren: 23. Platz; 2:00,29 min; +4,41 s

### Ski alpin
- Kim Hyung-chul
- Kim Woo-sung
- Kang Min-heuk
- Oh Jae-eun

### Ski nordisch
- Choi Heung-chul
- Choi Im-heon
- Choi Yong-jik
- Jung Eui-myung
- Kang Chil-gu
- Kim Hyun-ki
- Lee Chae-won
- Park Byung-joo